# Porozumienie z Prespy

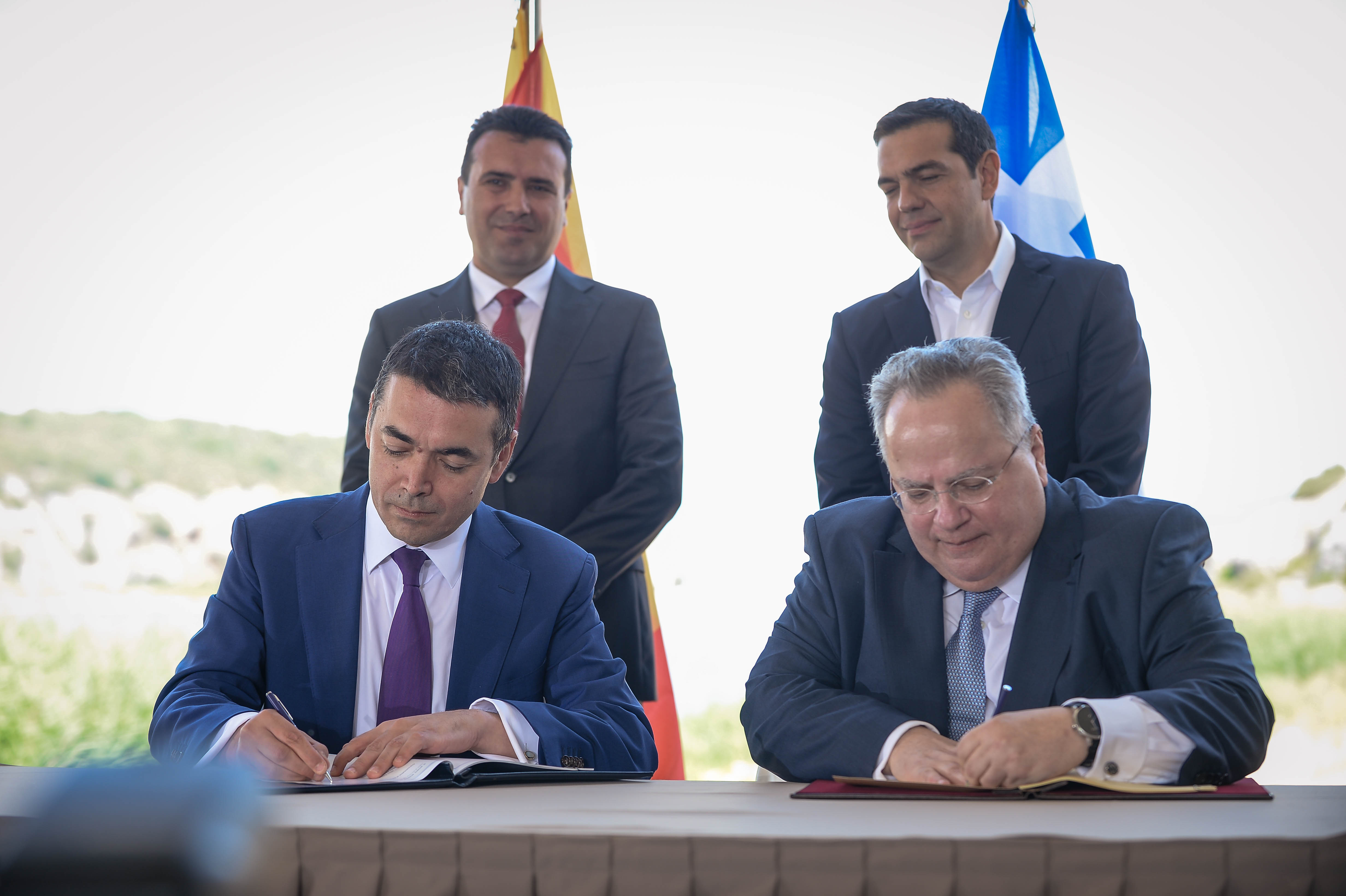
Podpisanie porozumienia

Porozumienie z Prespy (mac. Преспански договор, gr. Συμφωνία των Πρεσπών) –  porozumienie międzynarodowe zawarte 17 czerwca 2018 pomiędzy Grecją i Macedonią Północną (premierzy Alexis Tsipras i Zoran Zaew) w sprawie zmiany nazwy państwa Macedonia.

## Geneza
Rządy gabinetu Nikoły Gruewskiego oddaliły Macedonię od orientacji euroatlantyckiej, jak również doprowadziły do podziałów w społeczeństwie oraz powstania napięć między północnomacedońskimi Albańczykami, a resztą ludności kraju. Kolejny gabinet, pod kierownictwem Zorana Zaewa, dostrzegł międzynarodową izolację państwa i przywrócił Macedonii kurs euroatlantycki i nakierowany na integrację z NATO. Konieczne było w tym celu uregulowanie, niezbyt dobrych stosunków z sąsiadami, w tym zwłaszcza Bułgarią i Grecją. W przypadku tego drugiego kraju wycofano się z niedobrze przyjmowanego przez Greków nazewnictwa. Mianem Aleksandra Macedońskiego nazwano lotnisko w Skopje i autostradę. Rząd Zaewa usunął te nazwy.

## Dokument i skutki jego podpisania
W wyniku mediacji amerykańskiego dyplomaty Mathew Nimetza podpisano 17 czerwca 2018 w Prespie porozumienie między obydwoma krajami w najważniejszej sprawie – nazwy Macedonii. W uroczystości podpisania dokumentu udział wzięli m.in. Mathew Nimetz, Federika Mogherini i Johannes Hahn. 5 lipca 2018 parlament macedoński ratyfikował dokument.
Macedonia zobowiązała się na mocy porozumienia do zmiany nazwy państwa na "Republika Macedonii Północnej" (miało to wskazać jednoznacznie na odrębność geograficzną od Macedonii pozostającej w granicach greckich). Grecy uznali natomiast tożsamość Macedończyków, jak i języka macedońskiego jako wywodzącego się z grupy języków słowiańskich. Dokument mówił o tym, że atrybuty państwowe Macedonii Północnej nie mają nic wspólnego z cywilizacją Grecji antycznej, a także historią, kulturą i dziedzictwem greckiej Macedonii oraz Aleksandra Macedońskiego.
Podpisanie układu otworzyło drogę Macedonii Północnej do struktur euroatlantyckich. Bezpośrednim tego następstwem było zaproszenie przez Jensa Stoltenberga Macedonii do NATO. Uwarunkowano to ratyfikacją układu i zmianą nazwy państwa w konstytucji macedońskiej. Ogłoszono w tym celu na 30 września 2018 referendum konsultacyjne (pytanie brzmiało: „Czy popierasz członkostwo w NATO i Unii Europejskiej, akceptując umowę między Republiką Macedonii a Republiką Grecji?”). Projekt wsparła m.in. kanclerz Niemiec, Angela Merkel, kanclerz Austrii, Sebastian Kurz, sekretarz generalny NATO, Jens Stoltenberg oraz sekretarz obrony USA, James Mattis. Pozytywnej odpowiedzi udzieliło 94% uczestników referendum, przy frekwencji około 37%. 11 stycznia 2019 parlament Macedonii zatwierdził zmiany konstytucyjne i nowa nazwa kraju zaczęła obowiązywać. Parlament grecki ratyfikował porozumienie 25 stycznia 2019.  Grecja była też pierwszym państwem, które ratyfikowało protokół przyjęcia Macedonii Północnej do NATO. Było to 8 lutego 2019. Struktury unijne podjęły działania mające na celu przyjęcie Macedonii do Unii Europejskiej, które nadal są w toku. Gabinet Aleksisa Tsiprasa zyskał dzięki swoim działaniom opinię odpowiedzialnego rządu, któremu zależy na stabilizacji w regionie.
Porozumienie, które kończyło 27-letni spór międzynarodowy, spotkało się z niechętnym przyjęciem części społeczeństwa obu państw oraz krytyką największych partii opozycyjnych. Zarówno w Grecji, jak i Macedonii Północnej odbywały się protesty i demonstracje uliczne.